# Русско-Тювеевское сельское поселение
Русско-Тювеевское се́льское поселе́ние — муниципальное образование в Темниковском районе Мордовии Российской Федерации.
Административный центр — деревня Русское Тювеево.

## История
Образовано в 2005 году в границах сельсовета.
Законом от 19 мая 2020 года, в июне 2020 года были упразднены Русско-Караевское сельское поселение и одноимённый ему сельсовет (населённые пункты включены в Русско-Тювеевское сельское поселение и одноимённый ему сельсовет)

## Население
| 2002 | 2010 | 2012 | 2013 | 2014  | 2015 | 2016 |
| ---- | ---- | ---- | ---- | ----- | ---- | ---- |
| 962  | ↘888 | ↘862 | ↘860 | ↘849  | ↘821 | ↘802 |
| 2017 | 2018 | 2019 | 2020 | 2021  |      |      |
| ↘782 | ↘759 | ↘737 | ↘723 | ↗1201 |      |      |

## Состав сельского поселения
| №  | Населённый пункт          | Тип населённого пункта | Население |
| -- | ------------------------- | ---------------------- | --------- |
| 1  | Большое Татарское Караево | деревня                | ↘228      |
| 2  | Верясы                    | деревня                | ↘2        |
| 3  | Дегтярево                 | деревня                | ↘24       |
| 4  | Итяково                   | деревня                | ↘131      |
| 5  | Нижний Сатис              | посёлок                | ↘4        |
| 6  | Пушта                     | посёлок                | ↘56       |
| 7  | Романовский               | посёлок                | ↘8        |
| 8  | Росстанье                 | посёлок                | ↘2        |
| 9  | Русское Караево           | деревня                | ↘283      |
| 10 | Русское Тювеево           | деревня                | ↘659      |
| 11 | Сосновка                  | деревня                | ↘99       |
| 12 | Чижиково                  | деревня                | ↘72       |